# 籃球位置

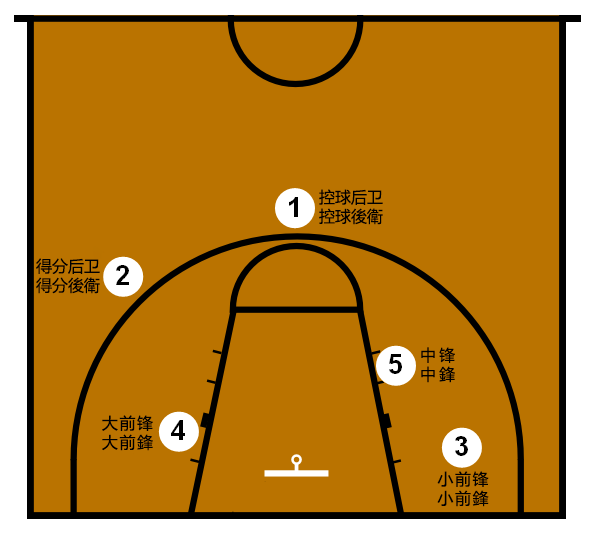
图中数字所对应的篮球位置为：1.控球后卫；2.得分后卫；3.小前锋；4.大前锋；5.中锋。

篮球位置是指籃球運動時，同一個球隊的球員通常分為五個位置，分別是控球后卫、得分后卫、小前锋、大前锋和中锋，其中控球后卫是球队的实际指挥，因此这个位置位需要扎实的控球技巧和在比赛中为球队制造机会的能力。得分后卫通常是这支球队里最好的射手，能够在较远的距离准确地投篮。小前锋在持球的时候就是要对对方的篮筐构成威胁；同时他还需要具备切入篮下为自己争取空位投篮的能力。大前锋与中锋组成球队的前场，他们通常充当球队的主要篮板手或阻攻手，或者接球后在内线得分。而這兩個位置的球員中体型较大的通常为中锋。

## 概况
从历史上看，只有三个位置是根据他们在球场上的站位来确定：2个后卫通常在外线附近；2个前锋通常在篮下或内线附近；而1个中锋则处于关键位置。到了1980年代，随着三分球的命中率提高，各球队的策略也有所发展。那个时期开发了更多的专业位置，进而导致现在五个位置的出现。但是，单个球队的策略和球员的运用会导致特定球队的位置有所变化。例如在“带球运球突破”战术和“普林斯顿战术”中，球队的位置便由四个可以互换的后卫与一个中锋组成。这也被称为“四外一内（four-out and one-in）”站位。其他的站位方式也很普遍。
除了五个基本位置之外，还有一些球队也会使用某些非标准或混合式的位置球员。例如：控球前锋，这是混合了小前锋与控球后卫能力的位置球员；锋卫摇摆人，这是混合了小前锋与得分后卫能力的位置球员；二中锋，这是混合了大前锋与中锋能力的位置球员；锋线摇摆人，拥有典型得分后卫得分范围的大前锋。
而在篮球运动的早期，有一个叫“组织进攻后卫（Running Guard）”的位置球员，他会带球到前场，然后传球或持球攻击篮下，有点类似现代的控球后卫和双能卫。此外还有名为“定位后卫（Stationary Guard）”的位置球员，在后场犯规规则出现之前，他负责远射和防守。

## 后卫

### 控球後衛
控球後衛（英語：Point guard，縮寫為PG），簡稱「控衛」或「控後」，俗稱「一號位置」，有時也稱組織後衛，是籃球比賽陣容中的一個固定位置。控球後衛往往是全隊進攻的組織者，透過對球的控制來決定在適當的時機傳球給適合的球員。控球後衛典型的進攻模式就是在對手得分之後，由控球後衛從底線運球，開始一輪新的進攻。這個位置要求球員具有良好的傳球技術和敏銳的比賽觀察能力。人們往往通過助攻次數而不是得分的高低來衡量一名控球後衛的成功與否。同時，一流的控球後衛往往也能夠有效地跳投，並能夠藉由外線投籃威脅對手。

### 得分后卫
得分後衛（英語：Shooting guard，縮寫為SG），簡稱「分衞」，俗稱「二號位置」。傳統得分後衛的主要責任，就是盡可能的投球。一般擔任該位置的球員對體形、體能的要求較嚴格，在速度和爆發力上具有優勢，他們經常是由隊伍裏投射能力最強的球員擔任，處理多數的中遠距離出手，外圍防守上也責任重大。許多得分後衛都可以兼任小前鋒，稱為鋒衞搖擺人。

## 前锋

### 小前锋
小前鋒（英語：Small forward，縮寫為SF），俗稱小前、第三人/三號位置（英語：the three），是籃球比賽陣容中的一個位置；傳統上以進攻得分為主要任務，強調快速推進上籃的能力。 隨著各種半場進攻戰術以及三分線的發展，現今籃壇的小前鋒除了速度以外，往往還被要求具備運球突破以及長距離投射的能力。

### 大前锋
大前鋒（英語：Power forward，縮寫為PF），又譯強力前鋒，常被稱為大前、第四人/四號位置，是籃球比賽陣容中的一個位置。 一個典型的大前鋒是球場上體格較壯，而仍具備一定速度的球員。

## 中锋
中鋒（英語：Center，縮寫為C），也就是俗稱的「五號位置」，他們通常在底線附近或籃筐附近（即“低位”）持球進攻。他們一般是場上最高的球員。中鋒通常在低位或三秒區附近得分，但是也有部分中鋒可能是出色的外圍投手。中鋒同時還須擅長籃板球以及掩護隊友等技能。
即使傳統上不認為中鋒是最重要的位置，現在中鋒已越來越被重視。最初的中鋒球員為身材高大但速度相對較慢並具有「背筐」能力；而現代中鋒則愈來愈近似於大前鋒，擁有與之不相稱的高位投籃能力，但他們依然具有控制位置的防守技能。

## 脚注
1. 1 2 3 4  . 中国篮球协会.   [2020-07-15]. （原始内容存档于2012-01-24）.
2. ↑  . 球天下体育.   [2020-07-15]. （原始内容存档于2020-07-15）.
3. ↑  . 球天下体育.   [2020-07-15]. （原始内容存档于2020-07-15）.
4. ↑  . 球天下体育.   [2020-07-15]. （原始内容存档于2020-07-15）.
5. ↑  . 球天下体育.   [2020-07-15]. （原始内容存档于2020-07-15）.
6. 1 2  . 球天下体育.   [2020-07-15]. （原始内容存档于2020-07-17）.
7. ↑  . 大纪元时报.   [2020-07-15]. （原始内容存档于2020-07-15）.
8. ↑  . 球天下体育.   [2020-07-15]. （原始内容存档于2020-07-15）.
9. ↑  . 企鹅体育.   [2020-07-15]. （原始内容存档于2020-07-15）.
10. ↑  Robert Peterson.  2nd Edition. U of Nebraska Press. 2002: 84  [2020-07-15]. ISBN 9780803287723.

## 外链
- http://news.bbc.co.uk/sportacademy/bsp/hi/basketball/rules/players/html/default.stm （页面存档备份，存于）（英文）